# Polichetide
I polichetidi sono metaboliti secondari prodotti da batteri, funghi, piante e animali. Si tratta in genere di molecole molto stabili, capaci di resistere all'attacco di enzimi e molti altri agenti chimici.
Sono generalmente biosintetizzati attraverso la condensazione decarbossilativa di unità di malonil-CoA in un processo simile alla sintesi degli acidi grassi. L'unione di numerose unità C2 mediante addizione testa-coda determina la presenza di funzioni ossigenate in posizioni alternate ad altre prive d'ossigeno. Le catene polichetidiche formate sono spesso ulteriormente derivatizzate e modificate in prodotti naturali bioattivi. Grazie a questa funzionalizzazione possono interagire efficacemente con specifici recettori.

## Esempi
- Macrolidi
  - Pikromicina, il primo macrolide ad essere isolato (1951[1])
  - Gli antibiotici eritromicina, claritromicina, ed azitromicina
  - Gli immunosoppressori Tacrolimus
- Antibiotici polileni
  - Amfotericina B
- Tetracicline
  - La famiglia di antibiotici delle tetracicline
- Acetogenine
  - Bullatacina
  - Squamocina
  - Molvizarina
  - Uvaricina
  - Annonacina
- Altri
  - Aflatossina
  - Acido usnico